# 阿史那皇后
阿史那皇后（551年—582年），北周武帝宇文邕皇后。突厥木杆可汗阿史那俟斤之女。

## 生平
为得突厥之助灭北齐，宇文邕于保定五年（565年）遣使迎娶木杆可汗之女。北周天和三年（568年）三月立阿史那氏为皇后。阿史那皇后不受宠爱，周武帝的外甥女窦氏私下对周武帝说：“四方没有宁静，突厥还很强大，希望舅舅抑制个人感情抚慰皇后，以天下百姓为念，还需要突厥的帮助，那么江南的南陈、关东的北齐政权就不能成为祸患了。”周武帝赞许并采纳了意见。突厥与北周和好关系日趋发展。木杆可汗改变在中原地区对北齐与北周等距相待的方针，改为厚周薄齐，与北周联合，北周于建德六年（577年）灭亡北齐。
宣政元年（578年）六月初一日，武帝驾崩，周宣帝即位，阿史那皇后被尊为皇太后。大象元年（579年）二月，改为天元皇太后。大象二年（580年）二月又尊为天元上皇太后。宣帝宇文赟驾崩，静帝宇文阐尊她为太皇太后。隋朝开皇二年（582年）殂，年三十二歲。隋文帝诏命官府备下礼册，将她与宇文邕合葬孝陵，谥号武成（墓志作“武德”）皇后。
2024年3月，复旦大学科研团队通过采集阿史那皇后的骨骼样本，发现阿史那皇后骨骼中留有过量的铅元素。科研人员通过分析阿史那皇后人骨，发现阿史那皇后在定居长安后，依然保持爱吃肉的饮食生活方式。

## 其他
《周书》和《北史》都称阿史那皇后容貌美丽，举止有法度，周武帝对她十分尊敬，然而房玄龄所撰写《唐高祖实录》却记载阿史那皇后丑陋不受宠，司马光信从了《唐高祖实录》的记载。

## 相關影視

### 電視劇
| 年份 | 劇名     | 演員   | 剧中姓名   | 劇中稱謂 |
| 2013 | 蘭陵王   | 王笛   | 阿史那皇后 | 皇后     |
| 2018 | 独孤天下 | 黄梓熙 | 阿史那云   | 太皇太后 |
| 2019 | 獨孤皇后 | 海陸   | 阿史那頌   | 太皇太后 |

## 延伸阅读
[在维基数据编辑]
 《周書/卷09》，出自令狐德棻《周書》
 《北史·卷014》，出自李延壽《北史》
 在维基共享资源阅览影像